# Irvin D. Yalom
Irvin David Yalom (* 13. Juni 1931 in Washington, D.C.) ist ein US-amerikanischer Psychoanalytiker, Psychotherapeut, Psychiater und Schriftsteller. Er ist emeritierter Professor für Psychiatrie an der Universität Stanford und Autor zahlreicher wissenschaftlicher Bücher und Romane. Yalom gilt als bedeutendster lebender Vertreter der existenziellen Psychotherapie. Er ist Träger des Internationalen Sigmund-Freud-Preises für Psychotherapie 2009.

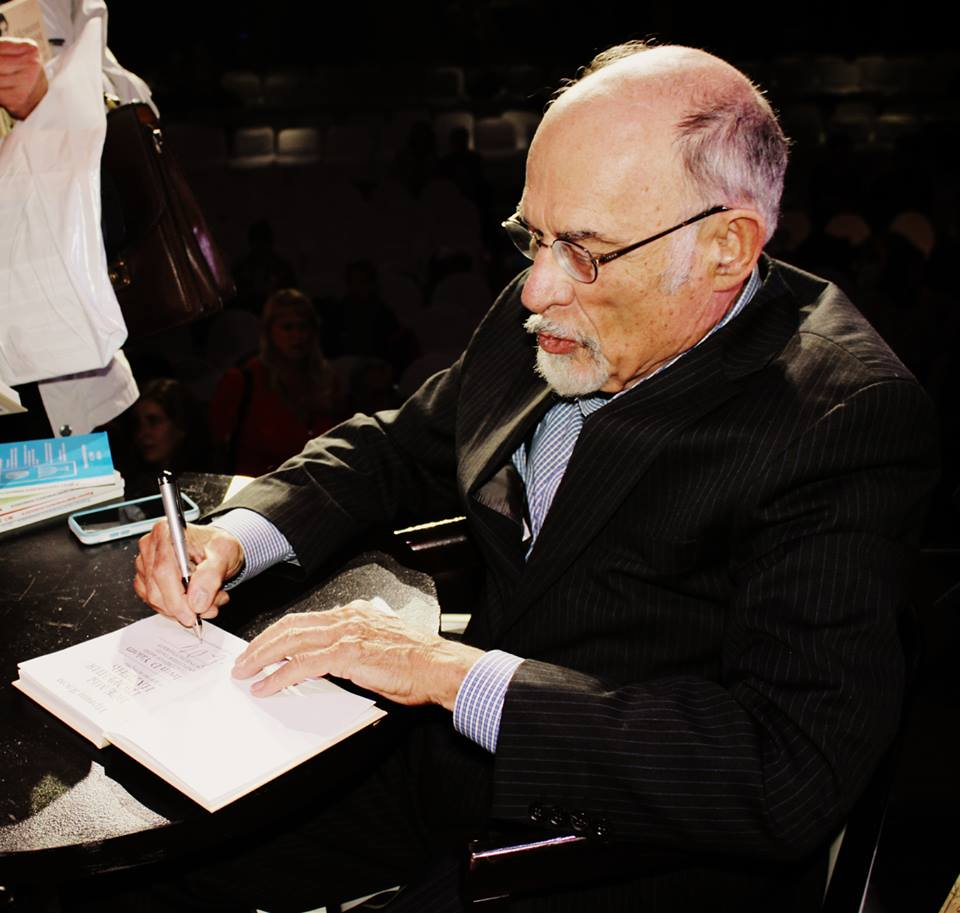
Irvin D. Yalom (2014)

## Leben
Yalom wurde 1931 in Washington als Sohn russisch-jüdischer Einwanderer geboren. Seine Familie war kurz nach dem Ende des Ersten Weltkrieges aus einem kleinen Dorf namens Celtz, nahe der polnischen Grenze, ausgewandert. Er studierte in Washington, D.C. und Boston und erwarb 1956 den Doktor der Medizin. Seine akademische Karriere begann er an der Stanford-Universität im gleichnamigen Ort, südlich von San Francisco.
Yalom zählt zu den einflussreichsten Psychoanalytikern der USA. Einer seiner Mentoren war Jerome D. Frank. Yalom gehört zur Gruppe der Psychoanalytiker, die die Weiterentwicklungen der vielfach kritisierten Psychoanalyse bekannt und populär gemacht haben, was zu einer breiteren „Rehabilitierung“ der Psychoanalyse als wirksame und zeitgemäße Methode zum tiefen Verständnis menschlichen Leids und zu seiner psychotherapeutischen Behandlung geführt hat. Yalom veröffentlichte Standardwerke, psychoanalytische Geschichten und Romane mit teils philosophischem Hintergrund. Seine Werke über die existenzielle Psychotherapie und die Gruppentherapie gelten als Klassiker.
Irvin D. Yalom war ab Juni 1956 mit der Literaturwissenschaftlerin, Kulturwissenschaftlerin und Autorin Marilyn Yalom (1932–2019) verheiratet und hat vier Kinder. Er lebt in Palo Alto, Kalifornien.

## Wirken
In seinem Buch Der Panama-Hut oder Was einen guten Therapeuten ausmacht schreibt Irvin D. Yalom, dass er Studenten einen therapeutischen Pluralismus vorschlägt, bei dem sich effektive Interventionen aus unterschiedlichen Therapieansätzen speisen. Er selbst arbeitet nach seinen eigenen Angaben überwiegend in einem interpersonalen oder einem existentiellen Bezugsrahmen. Seine dauerhaften Interessen sind Gruppentherapie und existentielle Therapie.
Bei der Gruppentherapie verwendet er den interpersonalen Ansatz. Er setzt dabei voraus, dass die „Patienten“ wegen ihrer Unfähigkeit, befriedigende zwischenmenschliche Beziehungen aufzubauen und aufrechtzuerhalten, am Leben verzweifeln. In den 1970er Jahren entwickelten Franz Heigl und Annelise Heigl-Evers unabhängig von Yalom einen ähnlichen gruppentherapeutischen Ansatz (Göttinger Modell). Beide Ansätze greifen u. a. auf Konzepte von Wilfred Bion, Raoul Schindler und S. H. Foulkes zurück.
Seine existenzielle Psychotherapie basiert auf dem Ansatz von Rollo May. Diese Form der Einzeltherapie geht von der Grundüberzeugung aus, dass viele Menschen als Ergebnis einer Konfrontation mit den existenziellen Grundtatsachen des Menschseins (Tod, Angst, Einsamkeit, Sinnlosigkeit) und der menschlichen Existenz am Leben verzweifeln und in diesem Fall durch kognitiv-rationale Therapieformen nicht erreichbar sind. Yalom steht in der Tradition von Sigmund Freud, lässt aber dessen Pessimismus hinter sich und nimmt eine humanistische Haltung an. Er knüpft an Psychoanalytiker wie Sándor Ferenczi, Michael Balint, Wilfred Bion und Donald Winnicott an, aber auch an Harry Stack Sullivan und Heinz Kohut. Yaloms Entwicklung und Haltung passt sich damit der allgemeinen Entwicklung innerhalb der Psychoanalyse der letzten Jahrzehnte hin zu einer intersubjektiven bzw. relationalen Psychoanalyse an.
Die therapeutische Arbeit, wie Yalom sie beschreibt, kommt einer Freundschaft zwischen Therapeut und Klient sehr nahe. Auf dem Hintergrund der gemeinsamen menschlichen Probleme bemüht er sich um eine Beziehung, die auf Engagement, Offenheit und Gleichberechtigung basiert. Dabei sucht er immer wieder das Gespräch über die aktuelle Qualität der Beziehung zwischen sich und den „Patienten“, zum einen, weil er davon ausgeht, dass die hier auftretenden Schwierigkeiten oft den außerhalb der Therapie vorhandenen Problemen entsprechen, zum anderen, weil er die Erfahrung gemacht hat, dass die Wahrnehmungen von verschiedenen Menschen (hier: Therapeut und „Patient“) in Bezug auf die gleiche Situation sich beträchtlich unterscheiden können, was durch ein offenes Gespräch zum Vorschein gebracht werden kann. Letztlich findet also eine Arbeit direkt in der Übertragung (anstelle einer klassischen Übertragungsanalyse) auf Basis eines zeitgemäßen Abstinenzbegriffes statt, wie sich dies auch im Göttinger Modell und in zahlreichen anderen Weiterentwicklungen der Psychoanalyse findet. Yalom verfügt aufgrund seiner umfangreichen Lebenserfahrung im Beruf und als Klient verschiedener therapeutischer Ansätze, denen er sich selbst in seinem Leben unterzogen hat, in der Regel über den größeren Überblick. Er muss die Hauptverantwortung dafür tragen, dass die Therapie zu hilfreichen Problemlösungen führt.
Das Buch Jeden Tag ein bißchen näher, das er 1974 zusammen mit Ginny Elkins [Pseudonym seiner ehemaligen Klientin] in Form eines Briefromans veröffentlichte, beruht auf einem ungewöhnlichen Experiment. Die Klientin war Schriftstellerin und ihre einjährige Teilnahme an einer seiner Therapiegruppen war relativ erfolglos gewesen. Er schlug ihr deshalb eine Einzeltherapie unter der Bedingung vor, dass sie, statt ihn zu bezahlen, eine frei fließende, unzensierte Zusammenfassung jeder Therapiestunde schrieb, in der sie all die Gefühle und Gedanken äußerte, die sie während der Sitzung nicht verbalisiert hatte. Er tat genau das gleiche. Der Austausch der Notizen alle paar Monate brachte zu Tage, wie sehr Empfindungen und Erinnerungen in Bezug auf dieselben Sitzungen auseinanderklafften. Zunächst verwendete er die Notizen in der therapeutischen Lehre, dann wurden sie als Buch publiziert. Die Ratschläge in seinem Buch Der Panama-Hut gehen auf Notizen aus fünfundvierzig Jahren klinischer Praxis zurück.

## Werk
Insbesondere durch seine Arbeit als Gruppentherapeut hat sich Yalom als akademisch Lehrender mit der Forschung zur Gruppenpsychotherapie befasst und zunehmend selbst Forschungsprojekte durchgeführt. Im Rahmen dieser Forschung untersuchte er vor allem das Thema: „Was ist therapeutisch in der Gruppe?“. Die Ergebnisse gaben (wie auch sonst bei der Therapieeffektforschung) insbesondere Aufschluss über die sogenannten „unspezifischen Wirkfaktoren“. Yalom versuchte, diese durch weitere Forschungen zu präzisieren und zu spezifizieren, sodass diese Faktoren von Gruppentherapeuten über gezielte Interventionen hergestellt werden können. Die nachfolgend beschriebenen Wirkungsfaktoren beziehen sich auf psychotherapeutische Gruppen, gelten aber auch für soziotherapeutische Gruppen, allerdings mit weitgehender Beschränkung auf Gruppen, die einen interpersonalen Fokus haben, was z. B. für psychoedukative Gruppen, Gruppentrainings (wie Gruppentrainings in sozialer Kompetenz, Rückfallprävention bei Alkoholabhängigkeit u. a.) und viele kognitiv-verhaltenstherapeutisch ausgerichtete Gruppenpsychotherapien nicht zutrifft.
Die Wirkfaktoren nach Yalom sind:
1. Hoffnung auf Heilung
2. Universalität des Leidens
3. Mitteilung von Informationen
4. Altruismus
5. Die korrigierende Rekapitulation der Primärfamilie
6. Techniken des mitmenschlichen Umganges
7. Nachahmendes Verhalten
8. Interpersonales Lernen
9. Die Gruppenkohäsion
10. Katharsis
11. Die existenziellen Erfahrungen (Tod, Angst, Einsamkeit, Sinnlosigkeit)

Insbesondere durch die Faktoren korrigierende „Rekapitulation der Primärfamilie“ und „Katharsis“ wird der starke Bezug zur Psychoanalyse bzw. zur tiefenpsychologischen Fundierung evident, obwohl diese Faktoren unabhängig von psychotherapeutischen Verfahren sein sollen.

## Werke (Auswahl)

### Lehrbücher
- The Gift of Therapy: Reflections on Being a Therapist. Piatkus, London 2002, ISBN 0-7499-2259-1.
  - Übersetzung: Der Panama-Hut oder Was einen guten Therapeuten ausmacht. Goldmann, München 2002, ISBN 3-442-72848-7.
- Inpatient Group Psychotherapy. Basic Books, New York 1983, ISBN 0-465-03298-2.
  - Übersetzung: Im Hier und Jetzt: Richtlinien der Gruppenpsychotherapie. Btb, München 2005, ISBN 3-442-73236-0.
- Existential Psychotherapy. Basic Books, New York 1980, ISBN 0-465-02147-6.
  - Übersetzung: Existentielle Psychotherapie. Ed. Humanistische Psychologie, Köln 1989, ISBN 3-926176-19-9.
- Theory and Practice of Group Psychotherapy. Basic Books, New York 1970, ISBN 0-465-08445-1; 4. Auflage 1995, ISBN 0-465-08448-6.
  - Übersetzung: Theorie und Praxis der Gruppenpsychotherapie. Ein Lehrbuch. Pfeiffer, München 1989; 10. Auflage: Klett-Cotta, Stuttgart 2010, ISBN 978-3-608-89020-4.

### Romane und Geschichten
- Denn alles ist vergänglich. Geschichten aus der Psychotherapie (Creatures of a Day And Other Tales of Psychotherapy, 2014). Übersetzt von Liselotte Prugger. Btb, München 2015, ISBN 3-442-75457-7.
- Das Spinoza-Problem. Übersetzt von Liselotte Prugger. Btb, München 2012, ISBN 978-3-442-75285-0.
- Ein menschliches Herz (I'm calling the police, 2011). Übersetzt von Lisa Jannach. Btb, München 2009, ISBN 978-3-442-75247-8.
- Die Schopenhauer-Kur. Übersetzt von Almuth Carstens. Goldmann, München 2005, ISBN 3-442-75126-8.
- Die Reise mit Paula. Übersetzt von Hans-Joachim Maass. Goldmann, München 2000, ISBN 3-442-72640-9.
- Die rote Couch. Übersetzt von Michaela Link. Goldmann, München 1998, ISBN 3-442-72330-2 (Originaltitel „Lying on the Couch“, ein mögliches Wortspiel, das man mit „Auf der Couch liegen/lügen“ wiedergeben könnte).
- Und Nietzsche weinte (When Nietzsche Wept, 1992). Übersetzt von Uda Strätling. Kabel, Hamburg 1994, ISBN 3-8225-0294-4. Btb, Taschenbuch ISBN 978-3-442-73728-4
- Die Liebe und ihr Henker und andere Geschichten aus der Psychotherapie. Übersetzt von Hans J. Heckler. Knaus, München 1990, ISBN 3-8135-6979-9.
- Mit Ginny Elkin (Pseudonym): Chronik einer Therapie. Geschrieben vom Psychotherapeuten und seiner Patientin (Every Day Gets a Little Closer. A Twice-Told Therapy Basic Books, New York 1974) ISBN 3-10-095801-2, ISBN 978-3-10-095801-3, 2. Auflage als Btb Taschenbuch übersetzt von Lutz-W. Wolff:  2014, ISBN 978-3-641-18850-4  V001

### Sachbücher
- Mit Marylin Yalom: Unzertrennlich. Über den Tod und das Leben (A matter of death and life, 2021). Übersetzt und mit einem Nachwort von Regina Kammerer. btb, München 2021, ISBN 978-3-442-75921-7.
- Wie man wird, was man ist: Memoiren eines Psychotherapeuten (Becoming myself, 2017). Übersetzt von Barbara von Bechtolsheim. Btb, München 2017, ISBN 978-3-442-75662-9.
- In die Sonne schauen: Wie man die Angst vor dem Tod überwindet (Staring at the sun). Übersetzt von Barbara Linner. Btb, München 2008, ISBN 978-3-442-75201-0.
- Liebe, Hoffnung, Psychotherapie. Übersetzt von Gabriele Zelisko. Btb, München 2004, ISBN 3-442-73173-9.
- Was Hemingway von Freud hätte lernen können. Übersetzt von Hans-Joachim Maass. Goldmann, München 2003, ISBN 3-442-73097-X.

### Filme
- 2014: Yaloms Anleitung zum Glücklichsein (Originaltitel: Yalom's cure) von Sabine Gisiger, Dokumentarfilm über Yalom
- 2007: Und Nietzsche weinte von Pinchas Perry, Verfilmung des Romans
- 2003: Flight from Death von Patrick Shen
- 2023: Irvin Yalom – In die Sonne schauen. Regie: Eva Fouquet, NDR, Deutschland, 53 Minuten,

## Auszeichnungen und Ehrungen
- 2009:  Internationaler Sigmund-Freud-Preis für Psychotherapie
- 2001:  Oskar Pfister Award für außergewöhnliche interdisziplinäre Beiträge über Religion und Psychiatrie der American Psychiatric Foundation[2]
- 1992:  Commonwealth Club Gold Award for fiction best novel (Und Nietzsche weinte)[3]
- 1987:  Fellowship Award der Rockefeller Foundation[4]
- 1977:  Fellowship Award der Center for Advanced Study in the Behavioral Sciences
- 1976:  Foundation´s Fund Award for research in psychiatry der American Psychiatric Association
- 1974:  Edward Strecker Award for significant contribution to the field of psychiatry patient[5]